# بخش لیروم
بخش لیروم (به سوئدی: Lerums kommun) یک ناحیه شهری در سوئد است که در شهرستان وسترا گوتلاند واقع شده‌است.

## خواهرخوانده
شهر Baldone municipality خواهرخواندهٔ بخش لیروم هست.